# Radikalenerlass
Als Radikalenerlass bezeichnet man den auch kurz Extremistenbeschluss genannten Beschluss der deutschen Regierungen des Bundes und der Länder zur Überprüfung von Bewerbern für den Öffentlichen Dienst auf deren Verfassungstreue vom 28. Januar 1972.
Der Erlass hatte zum Ziel, die Beschäftigung sogenannter Verfassungsfeinde im öffentlichen Dienst zu verhindern. Instrument war eine bundesweit einheitliche Auslegung und Anwendung des damals geltenden § 35 BRRG, wonach sich Beamte durch ihr gesamtes Verhalten zu der freiheitlichen demokratischen Grundordnung im Sinne des Grundgesetzes zu bekennen und für deren Erhalt einzutreten hatten. Jeder Einzelfall musste für sich geprüft und entschieden werden. Dies hatte zur Folge, dass vor der Einstellung, aber auch zur Überprüfung bestehender Dienstverhältnisse eine Regelanfrage beim Verfassungsschutz durchgeführt wurde. Ein Bewerber, der verfassungsfeindliche Aktivitäten entwickelte, wurde nicht eingestellt bzw. konnte aus dem Dienst entfernt werden. Für Arbeiter und Angestellte im öffentlichen Dienst galten entsprechend den jeweiligen tarifvertraglichen Bestimmungen dieselben Grundsätze.
Der Erlass betraf nicht nur Mitglieder von Parteien, sondern auch Personen, die nicht parteigebunden waren. Er wurde 1979 von der Regierungskoalition aus SPD und FDP einseitig aufgekündigt: Es bestand politisch keine Einmütigkeit mehr über den Erlass. Auch ein Urteil des Bundesverfassungsgerichtes aus dem Jahr 1975 hatte keine Klarheit gebracht. Seitdem gehen die Landesregierungen eigene Wege. Die Praxis wurde auch im Ausland und insbesondere in Frankreich abgelehnt und als ein deutscher Sonderweg betrachtet. Von Berufsverboten wurde im politischen Diskurs von Gegnern des Radikalenerlasses deshalb kritisch gesprochen, weil die Betroffenen ihre erlernten Berufe als Lehrer, Postler oder Eisenbahner überwiegend nur im öffentlichen Dienst ausüben konnten. Auch wenn die Betroffenen ihren Beruf als solchen weiterhin ausüben durften, konnten die Folgen ähnlich sein wie bei einem Berufsverbot. In manchen Berufen gibt es alle oder fast alle Arbeitsplätze nur im öffentlichen Dienst. Das galt vor allem für Lehrer, da Schulen fast immer in kommunaler Trägerschaft waren und nur selten privat, sowie für Postbedienstete und Eisenbahner. Bundesbahn und Bundespost waren damals noch Staatsbetriebe.
Von 1972 bis zur ab 1985 erfolgten endgültigen Abschaffung der Regelanfrage, zuletzt 1991 in Bayern, wurden bundesweit insgesamt 3,5 Millionen Personen überprüft. Davon wurden 1250 überwiegend als linksextrem bewertete Lehrer und Hochschullehrer nicht eingestellt, rund 260 Personen entlassen. Die vom Radikalenerlass Betroffenen fordern Entschädigung und eine vollständige Rehabilitierung. 2016 richtete als erstes Land Niedersachsen eine Kommission „zur Aufarbeitung der Schicksale der von niedersächsischen Berufsverboten betroffenen Personen und der Möglichkeiten ihrer politischen und gesellschaftlichen Rehabilitierung“ ein.

## Vorgeschichte
Bereits in den 1950er und 1960er Jahren waren Bewerber für den öffentlichen Dienst in der Bundesrepublik wegen Zweifel am Bekenntnis zur freiheitlichen demokratischen Grundordnung aufgrund des Adenauer-Erlasses in Bezugnahme auf Regelungen im Beamtengesetz abgelehnt worden. Ende der 1960er Jahre war die politische und gesellschaftliche Entwicklung von einer zunehmenden politischen Polarisierung im Zusammenhang mit der außerparlamentarischen Opposition geprägt.
Die Große Koalition von CDU/CSU und SPD „hatte 1968, als die rechtsradikale NPD in einigen Landtagen saß, die Gründung der Deutschen Kommunistischen Partei (DKP) zugelassen. […] Eher fürchtete sie die Aktivität des SDS, der schließlich 1970 in einen DKP-freundlichen und einen maoistischen Teil auseinanderbrach.“
Die 1969 folgende sozialliberale Koalition konzentrierte sich auf eine neue Ostpolitik, die die Opposition außenpolitisch in die Defensive brachte. Um die neue Regierung unter Druck zu setzen, beschworen CDU und CSU – unter Verweis auf Rudi Dutschkes Wort vom „lange[n] Marsch durch die Institutionen“ – die Gefahr einer „Unterwanderung“ durch „Extremisten im öffentlichen Dienst“. Die SPD hielt es daraufhin für nötig, „zu dokumentieren, daß außenpolitische Realpolitik, d. h., Verständigung mit dem Osten, keinesfalls identisch mit einem besseren inneren Verhältnis zu Kommunisten sei.“ So kam es nach der Unterzeichnung des Moskauer Vertrages (14. November 1970) zu einem Abgrenzungsbeschluss der SPD gegen jede Zusammenarbeit mit Kommunisten, der auch als Signal an die Öffentlichkeit und als Klarstellung gegenüber den Christdemokraten gedacht war.
Der erste neue Radikalenerlass nach dem Adenauer-Erlass, der weiterhin galt, wurde im sozialliberal regierten Hamburg erlassen, wo die SPD-Spitze auch eine Unterwanderung der eigenen Partei fürchtete. Da einige Länder Ähnliches planten, galt es zudem, einer Zersplitterung des Beamtenrechts vorzubeugen und einheitliche rechtsstaatliche Standards zu schaffen. Das Prinzip der „wehrhaften Demokratie“ wurde dafür zur Rechtfertigung herangezogen. Nordrhein-Westfalens Ministerpräsident Heinz Kühn (SPD) sagte dazu: „Ulrike Meinhof als Lehrerin oder Andreas Baader bei der Polizei beschäftigt, das geht nicht.“
Im Januar 1972 wurde der einheitlich für die Bundesrepublik Deutschland und Westberlin geltende, später „Radikalenerlass“ genannte Beschluss gefasst.

## Inhalt
Es wurden folgende Grundsätze beschlossen:
1. Nach den Beamtengesetzen in Bund und Ländern darf in das Beamtenverhältnis nur berufen werden, wer die Gewähr dafür bietet, dass er jederzeit für die freiheitliche demokratische Grundordnung im Sinne des Grundgesetzes eintritt; Beamte sind verpflichtet, sich aktiv innerhalb und außerhalb des Dienstes für die Erhaltung dieser Grundordnung einzusetzen.
Es handelt sich hierbei um zwingende Vorschriften.
2. Jeder Einzelfall muss für sich geprüft und entschieden werden. Von folgenden Grundsätzen ist dabei auszugehen:
  1. Bewerber
    1. Ein Bewerber, der verfassungsfeindliche Aktivitäten entwickelt, wird nicht in den öffentlichen Dienst eingestellt.
    2. Gehört ein Bewerber einer Organisation an, die verfassungsfeindliche Ziele verfolgt, so begründet diese Mitgliedschaft Zweifel daran, ob er jederzeit für die freiheitliche und demokratische Grundordnung eintreten wird. Diese Zweifel rechtfertigen in der Regel eine Ablehnung des Einstellungsantrages.

  2. Beamte
Erfüllt ein Beamter durch Handlungen oder wegen seiner Mitgliedschaft in einer Organisation verfassungsfeindlicher Zielsetzung die Anforderungen des § 35 Beamtenrechtsrahmengesetz nicht, aufgrund derer er verpflichtet ist, sich durch sein gesamtes Verhalten zu der freiheitlichen und demokratischen Grundordnung im Sinne des Grundgesetzes zu bekennen und für deren Erhaltung einzutreten, so hat der Dienstherr aufgrund des jeweils ermittelten Sachverhaltes die gebotenen Konsequenzen zu ziehen und insbesondere zu prüfen, ob die Entfernung des Beamten aus dem Dienst anzustreben ist.
3. Für Arbeiter und Angestellte im öffentlichen Dienst gelten entsprechend den jeweiligen tarifvertraglichen Bestimmungen dieselben Grundsätze.

## Rechtsprechung
Die Rechtsprechung zum Radikalenerlass basiert auf der Entscheidung des Bundesverfassungsgerichtes, das eine Einstellung nur dann für vertretbar hält, wenn der Bewerber „eine von der Verfassung (Art. 33 Abs. 5 GG) geforderte und durch das einfache Gesetz konkretisierte rechtliche Voraussetzung für den Eintritt in das Beamtenverhältnis [erfüllte], [nämlich] dass der Bewerber die Gewähr bietet, jederzeit für die freiheitliche demokratische Grundordnung einzutreten“.
Der Europäische Gerichtshof für Menschenrechte (EGMR) stellte am 26. September 1995 im Fall der aufgrund ihrer Mitgliedschaft in der DKP aus dem Staatsdienst entlassenen und später wieder eingestellten Lehrerin Dorothea Vogt einen Verstoß gegen die Art. 10 und Art. 11 der Europäischen Menschenrechtskonvention (Recht auf Meinungs- und Versammlungsfreiheit) fest und verurteilte die Bundesrepublik zur Zahlung von Schadensersatz. Das Urteil bezog sich jedoch ausdrücklich nur auf bereits eingestellte Beamte und nicht auf Bewerber für den öffentlichen Dienst. In drei Minderheitenvoten rechtfertigten einige EGMR-Richter den Radikalenerlass u. a. mit der Ost/West-Konfrontation.

## Anwendungspraxis

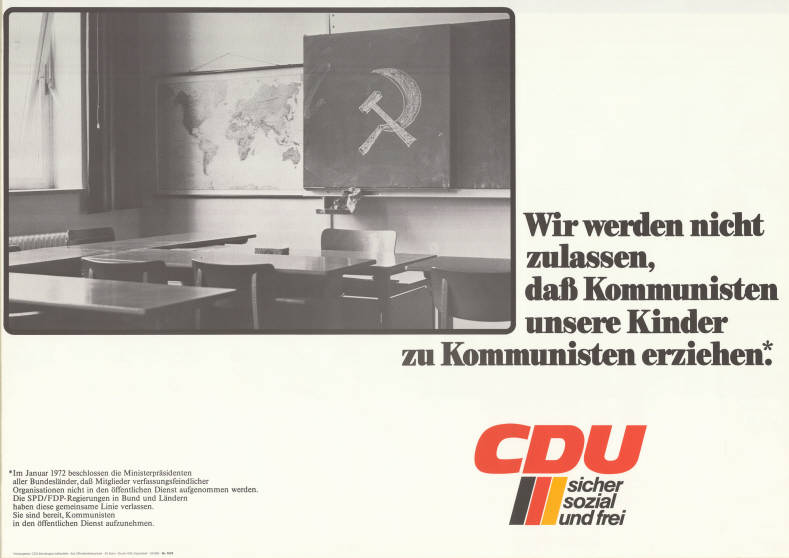
Wandzeitung der CDU gegen das Abrücken der SPD-Länder vom Radikalenerlass

In der Anfangszeit des Radikalenerlasses erfolgte eine Regelanfrage beim Bundesamt für Verfassungsschutz, wenn jemand sich für eine Stelle im öffentlichen Dienst bewarb. Antworten setzten eine unbemerkte nachrichtendienstliche Observation Verdächtiger durch die Ämter für Verfassungsschutz und/oder bei Wehrpflichtigen und anderen Bundeswehrangehörigen durch den Militärischen Abschirmdienst (MAD) voraus. Allein vom 1. Januar 1973 bis zum 30. Juni 1975, einem Zeitraum, der Experten allerdings als besonders intensiv gilt, kam es laut Bundesministerium des Innern zu 450.000 Anfragen bei den Nachrichtendiensten. Daraus ergaben sich in 5700 Fällen sog. „Erkenntnisse“ und 328 Ablehnungen. Die Nichtregierungsorganisation „Weg mit den Berufsverboten“ unterschied für die Zeit ab 1972 hingegen 1250 Ablehnungen einer Einstellung und 2100 Disziplinarverfahren sowie 256 Entlassungen aus dem Dienst.
Die Gründe, die Bewerber für den öffentlichen Dienst in den Verdacht der Verfassungsfeindlichkeit brachten, waren vielfältig. In der Praxis waren vom Radikalenerlass vor allem Beamte inkl. Anwärter, Angestellte und Arbeiter des öffentlichen Dienstes aus dem linken Spektrum betroffen. Mitunter war es ausreichend, in einer Organisation aktiv zu sein, in der auch Kommunisten aktiv waren oder die mit Kommunisten zusammenarbeitete. Dazu gehörten beispielsweise der Sozialistische Hochschulbund, (SHB), der noch bis 1971 der SPD nahestand und sich bis 1971 noch Sozialdemokratischer Hochschulbund nannte, die Vereinigung der Verfolgten des Naziregimes – Bund der Antifaschistinnen und Antifaschisten (VVN/BdA), die Deutsche Friedensgesellschaft – Vereinigte KriegsdienstgegnerInnen (DFG-VK) oder die Vereinigung Demokratischer Juristinnen und Juristen (VDJ).
Zwar hieß es wie schon zuvor beim Adenauer-Erlass, Einstellungsverweigerungen und Entlassungen seien gegen Radikale von links wie rechts gerichtet, faktisch aber betrafen sie „fast ausschließlich“ (Friedbert Mühldorfer) Kommunisten der unterschiedlichen Parteien, vor allem aber der DKP, und andere Linke. Damit standen sie in der Tradition des Adenauer-Erlasses von 1950. So wurden in Bayern zwischen 1973 und 1980 aus dem linken Spektrum 102 Bewerber abgelehnt, dagegen nur 2 aus dem rechten.
Von Berufsverboten wurde im Alltagsdiskurs deshalb gesprochen, weil die Betroffenen ihre erlernten Berufe als Lehrer, Postler oder Eisenbahner allein im öffentlichen Dienst hätten ausüben können, zu dem sie nicht zugelassen wurden. Die politischen, administrativen und justiziellen Befürworter des Radikalenerlasses wandten sich gegen die Verwendung des Wortes Berufsverbot, weil es sich – wie es das Bundesverfassungsgericht in einem Urteil formulierte – um „ein Schlag- und Reizwort“ handle, „das nur politische Emotionen“ wecken solle.

## Kritik

### Kritik aus Politik, Recht und Gesellschaft
„Für die SPD- und FDP-Führung hatte der Beschluss zunächst die Funktion gehabt, die Ratifizierung der Ostverträge politisch abzusichern […, doch] Herbert Wehner [SPD] sah schon 1972 ‚Gesinnungsschnüffelei‘ und in dem angestrebten ‚Schutz‘ der freiheitlichen Grundordnung einen ersten Schritt zu ihrer Beseitigung.“ Peter Merseburger:
„Als Flankenschutz gegen die Volksfrontangriffe der Rechten ist auch jener Radikalenerlaß gedacht, den Brandt später als einen seiner kardinalen Fehler werten wird, denn er kostet ihn Glaubwürdigkeit bei der jungen Generation. Es ist schon fatal, wenn gerade er, der ja den größeren, nicht zu Gewalt bereiten Teil der rebellierenden Jugend in den demokratischen Prozeß integrieren will, seine Unterschrift unter jenen Erlaß setzt, der Andersdenkende mit beruflicher Repression bedroht.“
Der französische Schriftsteller Alfred Grosser monierte eine Ungleichbehandlung von Unterstützern des Hitler-Regimes, die später in der Bundesrepublik Karriere gemacht hätten.
Auf dem FDP-Bundesparteitag 1976 konnte der Bundesvorstand (gegen den Widerstand der Parteilinken, die den Radikalenerlass ganz beseitigen wollten) nur noch durchsetzen, dass das nachweisliche Bekämpfen des Kernbestandes der freiheitlichen demokratischen Grundordnung Hindernis für eine Übernahme in den öffentlichen Dienst sein solle.
Nationale und internationale Organisationen und Institutionen wie die Internationale Arbeitsorganisation und der Europäische Gerichtshof für Menschenrechte sahen in den Berufsverboten einen Verstoß gegen das Völkerrecht bzw. eine Verletzung des Rechts auf Meinungs- und Vereinigungsfreiheit der Europäischen Menschenrechtskonvention.

### Kritik aus dem Ausland
Brandt stieß mit seinem Erlass auf Widerstand auch in befreundeten westeuropäischen Staaten und bei befreundeten Parteien. Vor allem in Frankreich, wo sich 1972 die Sozialistische Partei, die Kommunistische Partei und die Bewegung der Radikalen Linken gerade auf ein gemeinsames Programm einer künftigen Regierung geeinigt hatten, wurde er als undemokratisch abgelehnt.
François Mitterrand, Vorsitzender der Sozialistischen Partei Frankreichs, war 1976 Mitbegründer des Comité français pour la liberté d’expression et contre les interdictions professionelles en RFA. Weitere Komitees gegen die Einschränkung der Bürger- und Freiheitsrechte entstanden. Prominente wie Jean-Paul Sartre sprachen sich gegen die Berufsverbote aus. „Berufsverbote“ wurde ins Französische übernommen. Man befürchtete, Westdeutschland falle in überkommene antidemokratische und autoritäre Politikmuster zurück.
Aus dem westlichen Ausland sind Fälle der Nichteinstellung bzw. Entlassung öffentlich Bediensteter aufgrund der außerdienstlichen politischen Betätigung für eine legale Partei oder Organisation oder wegen bloßer Nähe zu einer solchen kaum überliefert. Ein Fall einer organisierten beruflichen Ausgrenzung (dort aber nicht nur im öffentlichen Dienst) war in den USA die Zeit der McCarthy-Ära in den 1950er Jahren, in denen es in Westdeutschland den Adenauer-Erlass und das KPD-Verbot, das gleichfalls eine europäische Rarität war, gegeben hatte.

## Widerstand
Überraschend für Befürworter und Praktiker des Radikalenerlasses war, dass Empörung und Widerstand sich nicht auf das unmittelbare berufliche oder organisatorische Umfeld der Betroffenen beschränkten, sondern mit dem Wachsen der Zahl der Verfahren bald auf weite Bevölkerungskreise übergriff.
Die Auswüchse der Gesinnungsschnüffelei trafen vor allem in der studierenden Jugend – die persönlich nicht konkret betroffen war – auf so massiven Unwillen, dass dieser sich Ende 1976 in Berlin in einem spontanen Studentenprotest entlud, der in einen Berufsverbotestreik genannten Ausstand mündete.

### Universitäten
„An der Freien Universität Berlin (FU) war es bereits im Mai 1975 zur Gründung eines ‚Aktionskomitee gegen Berufsverbote‘ gekommen, [um das sich …] entsprechende Initiativgruppen in den Fachbereichen [bildeten].“ Da die Fülle der Aufgaben stetig anstieg, wurde im WS 1975/76 ein Initiativenausschuss gegründet, „der u. a. im November 75 eine Demonstration mit 10.000 Leuten gegen das Berufsverbot mit tragen konnte.“

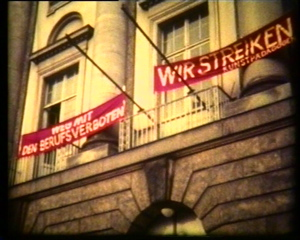
Transparente an der Hochschule der Künste Berlin, im Januar 1977

„An der FU hatte sich die Anzahl der vom Berufsverbot betroffenen Dozenten und Professoren [im Verlauf des Jahres 1976] auf 24 Fälle erhöht. Hierzu kamen zahlreiche ähnliche Fälle an der TU und den Fachhochschulen. […] Unzählige andere Fälle wurden über Nichtbesetzung von Planstellen oder ‚dunkle Berufungsfragen‘ geregelt.“

Nachdem zwei Fälle bei den Germanisten der FU unter den Studierenden des Instituts einen Streik ausgelöst hatten, beriefen diese kurz darauf eine Vollversammlung im Audimax der Universität ein, das mit 4000 Teilnehmern völlig überfüllt war. Die Versammlung rief den allgemeinen Streik an der FU aus, der rasch um sich griff: 15 von 21 Fachbereichen der Technischen Universität (TU) schlossen sich an sowie fast alle anderen Hochschulen und Fachhochschulen der Stadt und die Schulen des Zweiten Bildungswegs.
Der Berufsverbotestreik überraschte die Politik, die Verwaltungen der Lehranstalten sowie die Öffentlichkeit und entwickelte eine Dynamik, die schon bald Spekulationen um eine „Neue Studentenbewegung“ hervorbrachte. Bemerkenswert war, dass diese neue Generation der „Unorganisierten“ und „Alternativen“ zwar im Innenverhältnis die Vorherrschaft der maoistischen K-Gruppen und der DDR-orientierten Studentenverbände brach, aber sich dennoch mit entsprechend gesinnten Dozenten solidarisierte.

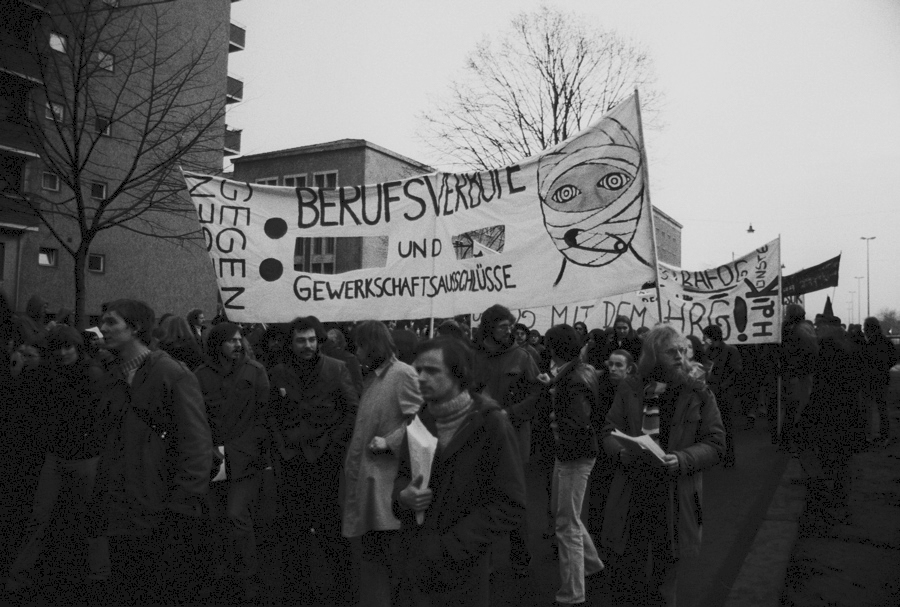
Demonstration gegen Berufsverbote am 28. Januar 1977 in Berlin

Die Gefahr, die von diesen Maßnahmen für Staat und Gesellschaft selbst ausging, kennzeichnete FU-Präsident Eberhard Lämmert, als er vor dem Akademischen Senat der FU ausführte, dass „verständliches politisches Engagement während des Studiums zu schweren Nachteilen bei der Berufswahl führen kann.“ Es fühlten sich nicht nur politisch oppositionell denkende Studenten bedroht, sondern die diffuse Gefährlichkeit der Maßnahme wurde der großen Mehrheit bewusst.
Der Streik war erfolgreich, d. h. die Suspendierung der Germanistik-Dozenten wurde zurückgenommen, und durch die intensive Öffentlichkeitsarbeit der Studierenden gerieten die Überprüfungsmaßnahmen auch zunehmend in die Aufmerksamkeit der Medien. Auch durch Gerichtsentscheidungen zu den Einzelfällen wurde vor allem die ausufernde Praxis der „Informationserhebung“ und Verdachtsausweitung zunehmend eingeschränkt. Es kam zu gewerkschaftlichen Solidaritätsadressen mit der Studentenschaft aus GEW, HBV und ÖTV – Organisationen, die nun auch Fälle in ihren Bereichen ans Licht brachten.

### Öffentlichkeit (Persönlichkeiten, Medien, Kirche)
Ein herausragender Exponent des Widerstandes gegen die Berufsverbote, dessen persönliche Integrität von keiner Seite in Frage gestellt wurde, war der Professor der evangelischen Theologie in Bonn und an der FU Berlin, Helmut Gollwitzer.

### Kulturbereich
Auf dem Fest der jungen Filmer 1975 der Bundesarbeitsgemeinschaft der deutschen Jugendfilmclubs (BAG) in Werl/Westfalen belegte der Kurzspielfilm Der Besuch über eine frühmorgendliche Durchsuchung einer Privatwohnung den ersten Platz.

## Aufhebung des Erlasses und Aufarbeitung
Bis zur Abschaffung der Regelanfrage wurden bundesweit insgesamt 1,4 Millionen Personen überprüft. Circa 1100 davon wurde der Eintritt in den bzw. das Verbleiben im öffentlichen Dienst verwehrt, Insgesamt wurden 11.000 Verfahren eingeleitet. Allein bei den Lehrern gab es 2200 Disziplinarverfahren und 136 Entlassungen.
Etwa ab 1983 wichen einige Bundesländer von der Regelanfrage-Praxis ab. Förmlich hob als erstes Land das Saarland den Radikalenerlass am 25. Juni 1985 auf. Weitere Länder folgten oder ersetzten den Erlass durch länderspezifische Nachfolgeregelungen. Als letztes Land stellte der Freistaat Bayern 1991 die Regelanfrage ein.
In den meisten Ländern wird heute eine sogenannte Bedarfsanfrage beim Verfassungsschutz durchgeführt, wenn sich Zweifel daran ergeben, ob der Bewerber jederzeit für die freiheitliche und demokratische Grundordnung eintreten wird. Dies ist selten der Fall und führt noch seltener zu Konsequenzen. In Bayern muss sich seit 1991 gemäß der Bekanntmachung der Bayerischen Staatsregierung über die Pflicht zur Verfassungstreue im öffentlichen Dienst jeder Bewerber bis heute zudem in einem Fragebogen u. a. erklären, ob er Mitglied in oder Unterstützer einer „extremistischen oder extremistisch beeinflussten“ Organisation ist bzw. war. Diese Organisation werden in vier Kategorien eingeteilt: Linksextremismus (in Bayern zählen dazu bspw. Deutsche Kommunistische Partei, Rote Hilfe, Linksjugend solid, Die Linke.SDS u. a.) Rechtsextremismus (in Bayern zählen dazu bspw. NPD, Die Republikaner, Blood and Honour, Die Rechte, Junge Alternative für Deutschland – Bayern, Der Flügel u. a.), „Islamistische/islamistisch-terroristische/ausländerextremistische Bestrebungen“ (in Bayern zählen dazu bspw. Al-Qaida, Arbeiterpartei Kurdistans u. a.) und sonstiger Extremismus (in Bayern zählen dazu bspw. Scientology, Politically-Incorrect-Gruppe München, Reichsbürgerbewegung u. a.). Im Fragebogen muss zusätzlich beantwortet werden, ob man Mitarbeiter eines ausländischen Nachrichtendienstes oder Mitarbeiter des Ministeriums für Staatssicherheit der ehemaligen DDR war.
Betroffene fordern Entschädigungen und ihre vollständige Rehabilitierung. Als erstes Land der Bundesrepublik beschloss Niedersachsen 2016 die Einrichtung einer Kommission „zur Aufarbeitung der Schicksale der von niedersächsischen Berufsverboten betroffenen Personen und der Möglichkeiten ihrer politischen und gesellschaftlichen Rehabilitierung“. Begründet wurde der Landtagsbeschluss u. a. mit der Feststellung, es handle sich bei den „Berufsverboten“ „um ein unrühmliches Kapitel in der Geschichte Niedersachsens“.
An der Universität Heidelberg besteht seit 2018 ein Forschungsprojekt, das die Anwendungspraxis des Radikalenerlasses für Baden-Württemberg wissenschaftlich untersucht.